# God Save Ireland
God save Ireland est une chanson irlandaise associée à la rébellion. De façon non officielle, elle servait d’hymne national pour les nationalistes irlandais entre les années 1870 et 1910. À la suite de la scission des Parnellites, elle était l’hymne de l’Irish National Federation (en) qui s’était opposée à Charles Stewart Parnell.
C’est en 1867 que Timothy Daniel Sullivan écrivit ce chant, publié initialement le 7 décembre 1867 ; les paroles sont inspirées du discours qu’Edmund O'Meager Condon avait prononcé dans les docks pendant que se tenait le procès des trois Martyrs de Manchester (Michael Larkin, Fred William Allen et William Michael O'Brien). Après leur exécution, le God Save Ireland a également été adopté par le mouvement des Féniens. Ses paroles sont chantées sur l’air de Tramp! Tramp! Tramp! (The Prisoner’s Hope) (l’espoir du prisonnier), chanson elle-même composée par George Frederick Root, en 1864 ; il y dénonce les conditions de détention à la prison d’Andersonville, une prison des Confédérés durant la Guerre de Sécession. C’est aussi la mélodie adoptée pour Jesus Loves the Little Children, une chanson enfantine.
John McCormack, un ténor irlandais réputé résidant aux États-Unis, l’a gravé dans l’un de ses premiers enregistrements phonographiques en 1906. C'est à la suite de cela qu'il ne fut plus le bienvenu au Royaume-Uni pendant plusieurs années.
Durant le Dublin Lock-out (en), long mouvement de grève ayant duré d’août 1913 à janvier 1914, les travailleurs ont adapté les paroles en God Save Jim Larkin, en l’honneur du leader syndical James Larkin.

## Hymne sportif
Cet hymne est repris par les supporters de l’équipe de la république d’Irlande et du Celtic Football Club durant les matches de football. La mélodie a été empruntée pour Ally’s Tartan Army, l’hymne de l’équipe nationale écossaise à la Coupe du monde de football de 1978, puis pour  Put 'Em Under Pressure, hymne de l’équipe irlandaise à la Coupe du monde de 1990.

## Paroles
- 1 -

High upon the gallows tree swung the noble-hearted Three.

By the vengeful tyrant stricken in their bloom;

But they met him face to face, with the courage of their race,

And they went with souls undaunted to their doom.

Refrain

"God save Ireland!" said the heroes;

"God save Ireland" said they all.

Whether on the scaffold high

Or the battlefield we die,

Oh, what matter when for Erin dear we fall!

- 2 -

Girt around with cruel foes, still their courage proudly rose,

For they thought of hearts that loved them far and near;

Of the millions true and brave o'er the ocean's swelling wave,

And the friends in holy Ireland ever dear.

Au refrain

- 3 -

Climbed they up the rugged stair, rang their voices out in prayer,

Then with England's fatal cord around them cast,

Close beside the gallows tree kissed like brothers lovingly, 

True to home and faith and freedom to the last.

Au refrain

- 4 -

Never till the latest day shall the memory pass away,

Of the gallant lives thus given for our land;

But on the cause must go, amidst joy and weal and woe,

Till we make our Isle a nation free and grand.

Au refrain
Notes
1. ↑  Également : "Oh, no matter when for Ireland dear we fall!".